# Ram Jam
Ram Jam — американская рок-группа 1970-х годов, наиболее известная благодаря своему синглу «Black Betty».

## История группы

### Создание
Была образована Биллом Бартлеттом, сначала под названием «Starstruck», в которую вошли Стив Волмслей (бас-гитара) и Боб Неф (орган). Затем Стива Волмслея заменил Дэвид Голдфлайс, а Дэвид Бек занял место пианиста. Записанная ими «Черная Бетти» стала сначала региональном хитом, а затем стала известна в Нью-Йорке. В это же время, Барлеттом было принято решение переименовать группу в «Ram Jam».

### Первый альбом
Первый альбом назывался так же как и группа: «Ram Jam», он определил дальнейший путь развития группы. В записи альбома участвовали: Билл Бартлетт (лидер-гитара и вокал), Том Курц (ритм-гитара и вокал), Дэвид Голдфлайс (бас-гитара), Дэвид Флиман (барабаны). Альбом достиг в чартах США 40-го места, а сингл «Black Betty» в хит — параде синглов достигла 17-го места.
На концертах с группой играет Джимми Санторо, так как Барлетт решил, что им не хватает еще одного музыканта.
«Чёрная Бетти» тогда стала причиной возбуждения нездорового интереса к NAACP и из-за текста песни, Конгресс расового равенства призвал к бойкоту.
Но несмотря на это, сингл вошёл в десятку сильнейших в Соединенном Королевстве и в Австралии, а Тед Демм использовал его, как саундтрек в своем фильме Кокаин (Blow).

### Второй альбом
Вторым альбомом стал Portrait of the Artist as a Young Ram (1978). Несмотря на разногласия внутри группы, альбом достиг большого успеха и попал в Топ-100 в списках Мартина Попоффа «Руководство по Heavy Metal Том 1: Семидесятые». К группе окончательно присоединяется Джимми Санторо. Эта пластинка получилась более тяжелой, чем предыдущая, и это объясняется присоединением к группе Санторо и появлением вокала Скэйвона, который пришёл на замену Бартлетту, покинувшему к этому времени группу и не участвовавшему в записи альбома.

### Сборники
В 1990-х годах все записи «Ram Jam» были собраны вместе под названием «The Very Best Of Ram Jam», а в 1996 г. выходит сборник Golden Classics.

## Участники группы
| Окончательный состав - Майк Скавоне – вокал, перкуссия (1977–1978) - Билл Бартлетт – соло-гитара, иногда вокал (1977–1978); ритм-гитара, бэк-вокал (1978). - Джимми Санторо – ритм-гитара (1977–1978); соло-гитара (1978) - Говард Артур Блаувэлт – бас-гитара, бэк-вокал (1977–1978; умер в 1993) - Пит Чарльз – ударные (1977–1978; умер в 2002) | Туровые участники - Гленн Дав – ударные (1978–1978) - Дэвид Е. Эйхер – клавишные (1978–1978) - Деннис Фелдман – бас-гитара (1978–1978) - Грег Хоффман – ритм-гитара (1978–1978) - Шервин Эйс Росс – вокал (1978–1978) |

## Дискография
- Ram Jam (1977)
- Portrait of the Artist as a Young Ram (1978)
- The Very Best of Ram Jam (1990)
- Golden Classics (1996)